# Hoecker-Haus

Das Hoecker-Haus im Winter 1880, Gemälde von Paul Hoecker

Das Hoecker-Haus in Długopole Górne (bis 1945 Oberlangenau) im Powiat Kłodzki in der Woiwodschaft Niederschlesien war ein Teil des ehemaligen Oberlangenauer Freirichtergutes. Ab 1901 bewohnte es der akademische Maler Paul Hoecker.

## Geschichte des Anwesens
Das Freirichtergut geht auf die Zeit der Besiedlung des Dorfes zurück. Das Amt des Freirichters wurde gewöhnlich erbrechtlich den Lokatoren für ihren unternehmerischen Einsatz bei der Urbarmachung und Besiedlung eines Dorfes übertragen.
Um 1500 gehörten zu dem Oberlangenauer Freirichtergut zwei freie Bauerngüter, ein Kretscham, eine Wassermühle, eine Leinwandwalke und eine Bleiche sowie 25 Gärtner- und andere Häuslerstellen. Zum Richtergut, das neben der Kirche liegt, gehörten über zwei Huben Acker, einige Teiche und das Braurecht. Für 1571 ist Johann Wolf als Freirichter und damit als Besitzer des Freirichtergutes nachgewiesen, für 1644 Christoph Rupprecht.
1728 wurde das Forsthaus durch den Leinwandgroßkaufmann Josef Männel erworben. Dadurch wurde dieses Anwesen, zu dem auch die Fischgerechtigkeit in der Glatzer Neiße gehörte, aus dem Freirichtergut herausgetrennt. Um 1780 ging es an Männels Stiefsohn Johann Hoecker (1724–1784), dessen Familienname künftig als Bezeichnung auf das Anwesen überging (Hoecker-Haus). Auch er betrieb den damals erfolgreichen Leinwandhandel, da die Gebirgstäler der Grafschaft Glatz seit alters her dem Flachsanbau dienten. Durch verschiedene gesetzgeberische Maßnahmen des preußischen Königs Friedrich II. expandierte der Flachsanbau in den 1780er Jahren. Die Qualität der Stoffballen wurde durch die Leinwandhändler kontrolliert. Gut beschaffene Stoffe wurden gestempelt, schlechte als minderwertig gekennzeichnet oder sogar zerschnitten. Um 1850 wurde der Leinwandhandel eingestellt, da durch den Einsatz von Maschinen billigere Erzeugnisse bezogen werden konnten. Für die schlesischen Weber begann eine schwierige Zeit.
1807–1808 wurde das Hoecker-Haus auf eine Länge von neun Fenstern erweitert. Die Insignien von Johann Josef Hoecker wurden über der Tür eingemeißelt.

## Nach 1850
Am 11. August 1854 wurde im Hoecker-Haus der spätere akademische Maler Paul Hoecker geboren. Nach dem Abschluss des Gymnasiums in Neustadt studierte er an der Königlichen Kunstakademie München, wo er später zum Professor berufen wurde. Er modernisierte das Hoecker-Haus und stattete es mit erlesener Einrichtung aus. Zusammen mit dem Atelier wurde es zu einem künstlerischen Treffpunkt. Hoeckers beliebtes Malmotiv war seine Nichte Vally Walter, welche nach dessen Tode 1910 das Anwesen übernahm. Danach diente das Atelier verschiedenen Malern als Arbeitsstätte. Es waren u. a. Paul Plontke, A. Wasner, Wilhelm Hartmann, Wilhelmine Melzer und Arthur Kampf, der aus dem kriegsbedrohten Berlin geflohen war.

## Nach 1945
Bei der Vertreibung der deutschen Bevölkerung aus Oberlangenau 1946 durfte Vally Walter mit ihrer Familie als einzige deutsche Familie im Ort bleiben, weil ihre Tochter Maria Pompe als Ärztin in Habelschwerdt von der – inzwischen – polnischen Bevölkerung gebraucht wurde. Die Tochter Theresia Pompe wurde 1951 von Einbrechern erschlagen. Nach Vally Walters Tod 1962 musste Maria Pompe das Hoecker-Haus den polnischen Behörden übergeben. Später durfte sie als Spätaussiedlerin nach Westdeutschland ausreisen.